# 리듬 천국
《리듬 천국》(일본어: リズム天国)은 닌텐도 SPD가 개발하고 닌텐도가 배급한 리듬 게임이다. 2006년 8월 3일 출시되었으며 게임보이 어드밴스로 발매됐다.
2007년에 세가가 나오미 기판으로 개발한 아케이드 이식판이 출시됐다.

## 게임플레이
게임의 개발 목적은 바로 눈으로 보지 않고 리듬을 타는 것이다. 기존의 리듬게임은 눈으로 보고 내려오는 타일을 빨리 치는게 목적이였지만 리듬천국은 그저 눈을 보지 않아도 플레이할 수 있는 것이였다.

## 리듬 게임과 리믹스 목록
| 1             | 2            | 3             | 4           | 5           | 리바이벌      | 테크니션        | 라스트 테크니션 | 템포 업(아케이드 전용)   | 엔드리스 게임 |
| ------------- | ------------ | ------------- | ----------- | ----------- | ------------- | --------------- | --------------- | ------------------------ | ------------- |
| 격투가 d      | 하얀 귀신    | 마법사        | 퀴즈        | 통통 로드   | 척척척 트리오 | 격투가 2        | 통통 로드 2     | 격투가 Tempo Up c        | 미스터 엇박   |
| 리듬 탈모     | 거합 베기    | 쇼타임        | 나이트 워킹 | 보디가드    | 봉 댄스       | 리듬 탈모 2     | 토스 보이즈 2   | 리듬 탈모 Tempo Up c     | 세균 박사 SP  |
| 행진          | 생쥐 레이스  | 토끼 뛰기     | 리듬 서예   | 토스 보이즈 | 코스모 댄스   | 보디가드의 후손 | 폴리리듬 2      | 행진 Tempo Up c          | 퀴즈 스페셜   |
| 타자          | 세균 박사    | 트램&폴린     | 폴리리듬    | 폭죽        | 랩 우먼       | 나이트 워킹 2   | 타자 2          | 타자 Tempo Up c          | 마네킹 공장   |
| 짝짝짝 트리오 | 더☆봉 오도리 | 스페이스 댄스 | 랩 맨       | 탭 댄스     | 슈퍼 탭 댄스  | 행진 2          | 하얀 귀신 2     | 짝짝짝 트리오 Tempo Up c |               |
| Remix 1       | Remix 2      | Remix 3 a     | Remix 4     | Remix 5 b   | Remix 6       | Remix 7         | Remix 8         | Remix 1 Tempo Up c       |               |

## 참조
^a  사용된 보컬곡 "사랑의 허니 스위트 엔젤 (恋のハニースイ～トエンジェル)".

^b  사용된 보컬곡: "WISH ~너를 만날 수 없어서~ (WISH～君を待てなくて～)".

^c  아케이드판 전용